# 1303 هـ
1303 هـ هي سنة في التقويم الهجري امتدت مقابلةً في التقويم الميلادي بين سنتي 1885 و1886.

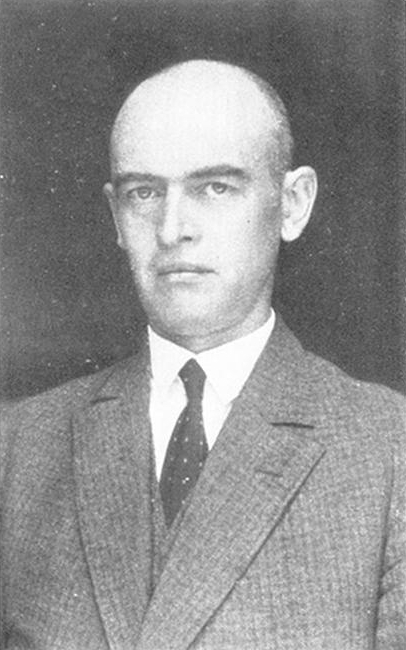
برجستر يسر

## أحداث
- إقامة تمثال الحرية في نيويورك في الولايات المتحدة الأمريكية.
- إقامة توسعة لمدينة القاهرة في مصر بعد أن عقد الخديوي توفيق بذلك.
- محمد بن عبد الله بن علي الرشيد يصل الرياض ويحارب الأمام عبد الله بن فيصل والأمام عبد الرحمن بن فيصل, ومعهما 6000نفر ومع محمد العبد الله الرشيد 7500نفر انتهت بانتصار محمد بن عبد الله بن علي الرشيد وسجن الأمام عبد الرحمن بن فيصل وأخوه عبد الله.

## مواليد
- أحمد حسن الزيات
- حسين الصحاف
- محب الدين الخطيب
- تيمور بن فيصل سلطان عمان ومسقط.
- محمد بن عرفة
- برجستر يسر
- جعفر النقدي
- جورجيو ليفي دلا فيدا
- خيري الهنداوي
- رشيد الخطيب الموصلي
- فيليب حتي
- محمد رضا الغراوي
- مهدي الأصفهاني
- هند عمون
- إلياس طعمة
- أمين الرافعي

## وفيات
- إسماعيل الشيرازي
- جعفر التستري
- علي سبيتي
- مارسال دوفيك